# Chuột chù Sulawesi
Chuột chù Sulawesi, tên khoa học Crocidura lea, là một loài động vật có vú trong họ Chuột chù, bộ Soricomorpha. Loài này được Miller & Hollister mô tả năm 1921. Chúng là loài đặc hữu của Indonesia.